# Берёзовка (Наровлянский район)
Берёзовка (бел. Бярозаўка; до 1926 года — Клёсин и Старый Майдан) — упразднённая деревня в Наровлянском районе Гомельской области Беларуси. Входила в состав Вербовичского сельсовета. В связи с радиационным загрязнением после катастрофы на Чернобыльской АЭС жители (34 семьи) переселены в 1986 году в чистые места, преимущественно в деревню Полесье Светлогорского района.
Около деревни месторождения суглинков и железняка.

## География

### Расположение
На территории Полесского радиационно-экологического заповедника.
В 26 км на юго-восток от Наровли, 51 км от железнодорожной станции Ельск (на линии Калинковичи — Овруч), 204 км от Гомеля.

### Гидрография
На северной окраине мелиоративный канал, соединённый с Мухоедовским каналом.

## Транспортная сеть
Транспортные связи по просёлочной, а затем автодороге Дёрновичи — Наровля. Планировка состоит из широтной улицы, которая присоединяется к почти меридиональной улицы с 2 переулками. Застройка деревянная, усадебного типа.

## История
Обнаруженные археологами остова двух поселений (в 2 км на запад и рядом с деревней) и стоянки каменного века (в 0,5 км и 2 км на восток от деревни) свидетельствуют о заселении этих мест с давних времён. По письменным источникам известна с XIX века как деревни Клёсин и Старый Майдан в Дерновичской волости Речицкого уезда Минской губернии. Согласно переписи 1897 года действовала смоловарня. В связи с началом в 1914 году первой мировой войны все жители немецкой национальности, которых в деревне было довольно много, были веселены в глубокий тыл.
С 20 августа 1924 года до 1937 года центр Берёзовского сельсовета. В 1930 году организован колхоз имени Р. Люксембург, работали паровая мельница и кузница. В 1936 году действовали Дом культуры, медпункт, баня, ветеринарная лечебница, 7-летняя школа. Во время Великой Отечественной войны 6 жителей погибли на фронте. В 1986 году входила в состав совхоза «Дёрновичи» (центр — деревня Дёрновичи). Имелись начальная школа и магазин.

## Население

### Численность
- 1986 год — жители (34 семьи) переселены.

### Динамика
- 1897 год — 31 двор, 83 жителя (согласно переписи).
- 1908 год — 90 дворов, 571 житель.
- 1959 год — 198 жителей (согласно переписи).
- 1986 год — 34 двора, 75 жителей.
- 1986 год — жители (34 семьи) переселены.